# سنتر سندویچ (نیوهمپشایر)
سنتر سندویچ (به انگلیسی: Center Sandwich) شهری در ایالت نیوهمپشایر کشور ایالات متحده آمریکا است که جمعیت آن در سرشماری سال ۲۰۱۰ میلادی، ۱۲۳ نفر بوده‌است.